# 시두리
쉬두리(Siduri)는 후르리어(Hurrian) 로 젊은 여자라는 뜻이다. 또한 이슈타르(Ishtar)란 별칭도 있다. 그녀는 술집 마담이며 발효(맥주와 와인에 있어서.)에 관여 된 지혜로운 여성 신이다.
길가메쉬 서사시에서 그녀는 신이 준 황금 술통을 안고 앉아 있었다. 생명의 표시는 포도잎이었다. 모신(母神)은 처음에 "어머니인 포도나무"로 불렸다. 길가메시는 바닷가에서 포도로 술을 만드는 쉬두리라는 여인을 만나게 된다. 그녀는‘사비트（Sabit）’라고도 불리는데, 이는‘술집 작부’를 말한다. 길가메시는 우트나피슈팀을 찾아가는 도중, 세계를 둘러싼 바다의 가장자리에서 이슈타르의 변신인 쉬두리가 말을 걸었다. 쉬두리는 인간은 어차피 죽을 운명이니 포도주나 마시자고 길가메시를 유혹했지만 길가메쉬는 여신 쉬두리를 향하여 직접 불사(不死)를 요구한다. 이렇듯 포도에 관한 내용은 여러 곳에서 찾아볼 수 있다.
쉬두리는 오디세우스에 나오는 키르케와 자주 비교된다.